# Valeriu Troenco
Valeriu Troenco (n. 2 iunie 1957, Coșcodeni, Sîngerei) este un general din Republica Moldova, care din 5 aprilie 2014 până la 18 februarie 2015 a fost în funcția de Ministru al Apărării al Republicii Moldova. Anterior a mai deținut și funcția de viceministru al justiției.

## Biografie
Valeriu Troenco s-a născut pe 2 iunie 1957, în satul Coșcodeni, raionul Sîngerei, RSS Moldovenească, URSS. Este jurist de profesie. În perioada 7 aprilie 1997 – 1 ianuarie 1999, Valeriu Troenco a îndeplinit funcția de comandant al Direcției generale poliție ordine publică.
Apoi a deținut, în perioada iunie 1999 - iulie 2001, funcția de viceministru al justiției și director al Departamentului instituțiilor penitenciare. A fost avansat la 12 septembrie 2000 de către președintele Petru Lucinschi la gradul special de general-maior de justiție.
În anul 2002, a fost ales ca președinte al Ligii ofițerilor de la Chișinău și membru al Consiliului Național pentru Apărarea Democrației. După eliberarea din funcția de viceministru, a fost numit pro-rector al Academiei de Poliție din Chișinău. 
În anul 2003 a candidat la alegerile locale din municipiul Chișinău pe listele Partidului Social-Liberal pentru postul de consilier, dar nu a fost ales. 
Pe 5 aprilie 2014 a fost numit în funcția de Ministru al Apărării al Republicii Moldova, pe care a exercitat-o până la 18 februarie 2015, fiind înlocuit de Viorel Cibotaru în noul guvern.

## Lucrări publicate
- Ghidul condamnatului (2001)